# Rocher d'Agando
Le rocher d'Agando (en espagnol : Roque de Agando) est un neck et un symbole de l'île canarienne de La Gomera.
Il est le plus important pic d'un groupe appelé simplement « Los Roques ». Situé près du centre de l'île, il s'élève directement au-dessus de la route principale entre la capitale de l'île, San Sebastián de la Gomera, et le parc national de Garajonay.
Le sommet n'est pas accessible à pied et l'escalade est interdite car il est dans une zone protégée.

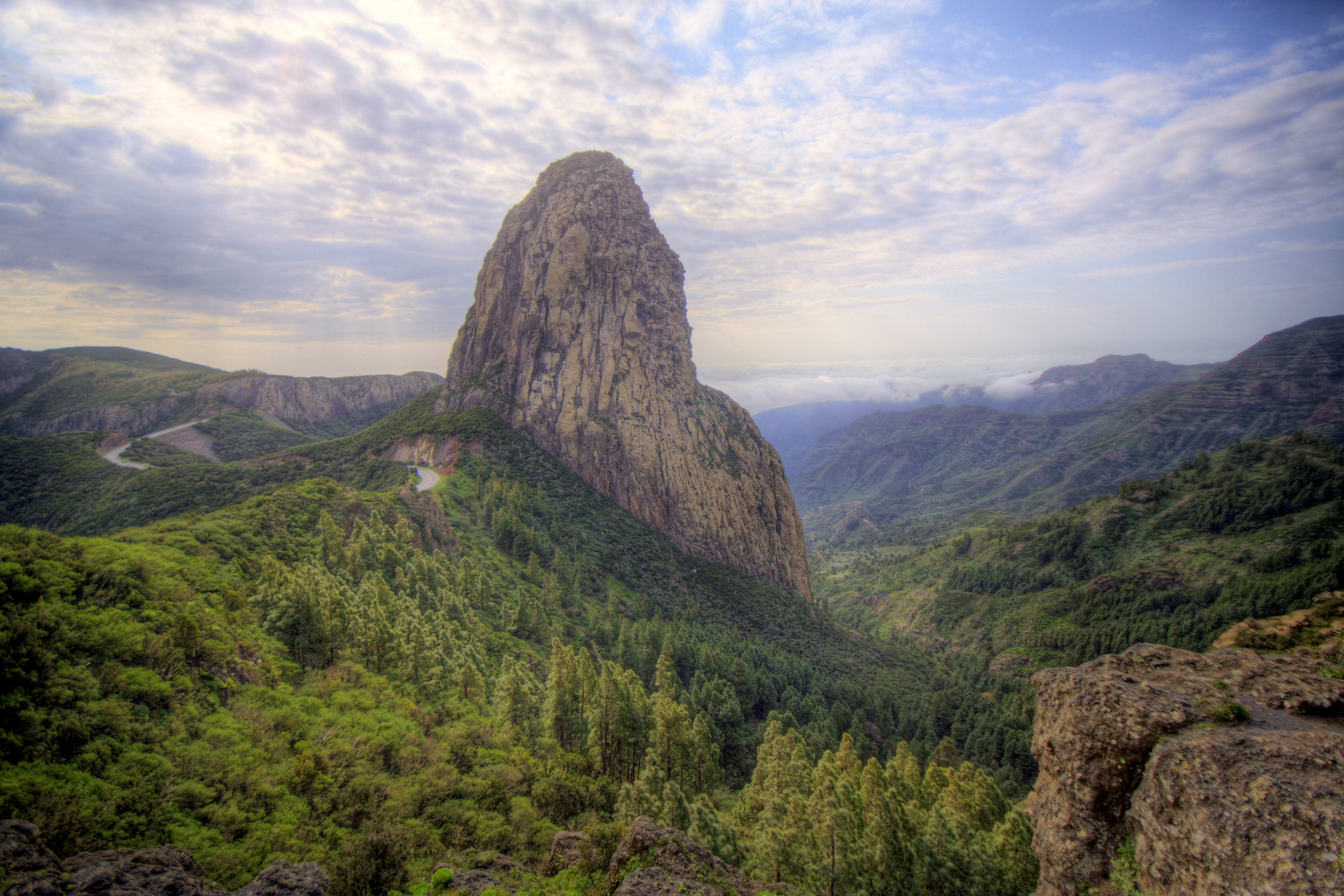
Rocher d'Agando.